# Svensk lag
Svensk lag är en ämnesindelad lagsamling utgiven av Iustus förlag AB, och kallas vardagligt ofta för "den gröna lagboken". Det är den minst omfattande lagboken, bestående av cirka 450 lagar. Skattelagstiftningen saknas men finns i boken Skattelagstiftning utgiven av Norstedts Juridik. Till skillnad från andra lagböcker innehåller den gröna lagboken all lagstiftning så som den såg ut vid årsskiftet ett visst år, och har därför inte ett tillägg så som bland annat Sveriges rikes lag (den blå lagboken) har.
Den gröna lagboken har givits ut i nya upplagor årligen sedan den publicerades för första gången 1997. Boken togs från början fram av Iustus förlag AB i ett samarbete med juridiska institutionen vid Uppsala universitet. Den är därför särskilt anpassad utifrån den lagstiftning som studenter kan komma i kontakt med på grundkurserna på juristprogrammet vid Uppsala universitet.